# Nikischerita
La nikischerita és un mineral de la classe dels sulfats, que pertany al grup de la wermlandita. Anomenada així per Anthony J. Nikischer, mineralogista i venedor de minerals americà que va analitzar el mineral per primer cop. És l'anàleg de ferro de la shigaïta.

## Classificació
Segons la classificació de Nickel-Strunz, la nikischerita pertany a «07.D - Sulfats (selenats, etc.) amb anions addicionals, amb H₂O, amb cations de mida mitjana només; plans d'octaedres que comparteixen vores» juntament amb els següents minerals: felsőbanyaïta, langita, posnjakita, wroewolfeïta, spangolita, ktenasita, christelita, campigliaïta, devil·lina, ortoserpierita, serpierita, niedermayrita, edwardsita, carrboydita, glaucocerinita, honessita, hidrohonessita, motukoreaïta, mountkeithita, wermlandita, woodwardita, zincaluminita, hidrowoodwardita, zincowoodwardita, natroglaucocerinita, shigaïta, lawsonbauerita, torreyita, mooreïta, namuwita, bechererita, ramsbeckita, vonbezingita, redgillita, calcoalumita, nickelalumita, kyrgyzstanita, guarinoïta, schulenbergita, theresemagnanita, UM1992-30-SO:CCuHZn i montetrisaïta.

## Característiques
La nikischerita és un sulfat de fórmula química Fe₆2+Al₃(OH)18[Na(H₂O)₆][SO₄]₂·6H₂O. Cristal·litza en el sistema trigonal.

## Formació i jaciments
S'ha descrit en vetes hidrotermals de baixa temperatura, associada a vivianita. En altres contexts també es pot trobar associada a siderita i/o pirita. Ha estat descrita només a la mina de Huanuni a Bolívia (localitat tipus).